# Māui (mitologia hawajska)
Māui (Maui) – bohater mitologii hawajskiej i całej Polinezji (znany na Nowej Zelandii, wyspach Samoa, Tahiti i Tonga). Posiada cechy boga-stwórcy (wydobył okoliczne wyspy z morza, podniósł sklepienie nieba, spowolnił bieg słońca), herosa kulturowego (zdobył dla ludzi ogień) i trickstera (z upodobaniem stosował podstępy i przemieniał swą postać, głównie na ptasią). Z kolei jego wyprawa do krainy zmarłych celem zdobycia nieśmiertelności (nieudana) spokrewnia go z bohaterami epickimi takimi jak Gilgamesz.
Maui miał czterech starszych braci. Jako że został urodzony przedwcześnie był bardzo słabowity i jego matka wyrzuciła go do morza. Jednakże bóg morza Tangaroa nie pozwolił mu umrzeć i wyciągnął go z morskiej toni. Maui wrócił jako młody chłopiec do domu, a gdy dorósł, dokonał wielu cudownych czynów i swoimi działaniami bardzo istotnie wpłynął na dzieje ludzkości.
Jako niesforny młodzieniec wypłynął z braćmi na połów i używając swojego haka Maui złapał dno oceanu. Powiedział swoim braciom, że złapał wielką rybę i poprosił, aby wiosłowali tak mocno, jak tylko potrafią. W ten sposób wyciągnął ponad powierzchnię wody pierwszą wyspę według niektórych przekazów była to Hawaiki (według innych wersji stworzona przez Tane) albo Te Ika a Maui („ryba Maui”, czyli Nowa Zelandia). Bracia skupieni nad wiosłowaniem nie zauważyli, że za ich plecami wznosiła się wyspa. Maui powtórzył tę sztuczkę kilkukrotnie tworząc Wyspy Hawajskie.
Kolejnym wspominanym czynem Maui było spowolnienie słońca. Hina – matka Maui poskarżyła się, że jej kapa (kora), z której wyplatano maty nie wysycha dostatecznie przez zbyt szybkie zachodzenie słońca. Maui chcąc pomóc swojej matce wspiął się na górę Hale-a-ka-lā (dom słońca) i podczas wschodu słońca złapał promienie słoneczne używając liny zrobionej z włosów siostry. Słońce błagało o życie i zgodziło się, że w zamian za wolność od tej chwili dni będą długie latem i krótkie zimą
Maui obdarzył też ludzkość ogniem skradzionym strzegącej go Mahuike, władczyni świata podziemnego. Maui zapytał kiedyś sam siebie, skąd pochodzi ogień. Ne znalazłszy odpowiedzi postanowił, że zgasi wszystkie ogniska i zobaczy, co się stanie. Tak też uczyni. Następnego dnia, mieszkańcy wiosek zorientowali się, co się stało i zaczęli panikować. Wódz plemienia powiedział, że tylko Mahuiki, bogini ognia, może podarować płomienie ludziom. Maui postanowił wybrać się do Ognistej Góry, którą zamieszkiwała Mahuiki. Po długiej wędrówce dotarł do góry i ujrzał Mahuiki. Płonęła ogniem, zamiast oczu miała czarne węgielki. Maui poprosił ją o ogień. Ta, urywając z palca paznokieć, podarowała mu płomienie. Jednakże ciekawski chłopiec celowo wrzucił dar do wody i powrócił do jaskini kłamiąc, że ryba ochlapała mu ręce. Maui wracał i kłamał wiele razy, aż bogini została niemal pozbawiona wszystkich paznokci. Rozwścieczona rzuciła w chłopca kolejnym paznokciem. Przerażony Maui chcąc uciec przemienił się w jastrzębia i odleciał, lecz i tak dosięgły go płomienie, które przypaliły końcówki jego skrzydeł na jaskrawoczerwono. Jednak Maui ugasił pióra. Bogini ognia nie poddawała się i cisnęła ostatnim paznokciem po raz kolejny. Tym razem trafiając między drzewa: Mahoe, Totara, Patete, Puhatea, Kaikomako. Od tej pory pocierając drewno o drewno, można rozpalić ogień.